# Катастрофа Ту-154 под Аль-Байда
Катастрофа Ту-154 под Аль-Байда — крупная авиационная катастрофа, произошедшая в пятницу 2 декабря 1977 года. Авиалайнер Ту-154А авиакомпании «Libyan Arab Airlines выполнял чартерный рейс по маршруту Джидда — Бенгази, но из-за тумана в Бенгази должен был отправиться на запасной — в Аль-Байда, однако из-за истощения авиатоплива самолёт должен был совершить аварийную посадку, но разбился близ Аль-Байда (в некоторых источниках ошибочно указывается Бенгази). В катастрофе погибло 59 человек из 165 (159 пассажиров и 6 членов экипажа), также 46 получили ранения.
На момент событий это была крупнейшая авиакатастрофа в Ливии (на 2024 год — четвёртая, после катастроф Boeing 727 над Триполи, катастрофы DC-10 в Триполи и катастрофы A330 в Триполи), также она занимает такое же место в истории авиации Ливии (после катастроф над Триполи, у Исмаилии и в Триполи).

## Самолёт
Ту-154 с заводским номером 74A-054 и серийным 00-54 был выпущен Куйбышевским авиазаводом в феврале 1974 года и передан египетской компании EgyptAir, где 24 февраля получил бортовой номер SU-AXH и имя Ptah-Howait. 19 марта 1975 года под бортовым номером СССР-85054 лайнер вернулся в Советский Союз и сперва был направлен в ВВС, но затем, вероятно, передан Министерству гражданской авиации и в дальнейшем переделан в модель Ту-154А. 20 июня того же года самолёт был сдан в лизинг венгерской Malév Hungarian Airlines, где получил бортовой номер HA-LCK и эксплуатировался до 20 декабря, после чего опять вернулся в Советский Союз к Министерству гражданской авиации, получив при этом прежний номер СССР-85054. 30 мая 1977 года авиалайнер был продан болгарской компании Балкан, где получил бортовой номер LZ-BTN. Общая наработка самолёта на день катастрофы составляла 3700 лётных часов. На нём были установлены три турбовентиляторных двигателя НК-8-2У.

## Катастрофа
В ноябре 1977 года 6 болгарских Ту-154, включая борт LZ-BTN, были зафрахтованы ливийской авиакомпанией Libyan Arab Airlines для перевозки паломников, следующих на хадж в Мекку и обратно. 2 декабря борт LZ-BTN выполнял рейс из Джидды в Бенгази. При этом, рассчитывая запас топлива, экипаж не учёл сложившуюся в то время политическую обстановку в регионе. Дело в том, что четырьмя месяцами ранее произошла Египетско-ливийская война, в результате чего теперь Египет закрыл своё воздушное пространство для самолётов Ливии. Из-за этого авиалайнеры с ливийскими паломниками теперь были вынуждены огибать воздушное пространство Египта, что существенно удлиняло маршрут, а также значительно уменьшало резервный запас топлива. Когда Ту-154 подошёл к Бенгази, то там стоял туман. Экипаж попытался совершить посадку в бенгазском аэропорту Бенина, но из-за тумана был вынужден прервать заход на посадку и направляться на запасной аэродром Аль-Абрак (Эль-Байда). Однако на подходе к запасному аэропорту топливо закончилось, в результате чего двигатели остановились. В сложившейся ситуации пилоты совершили аварийную посадку на расположенную под ними местность, при этом самолёт разрушился. В происшествии погибли 59 пассажиров; на то время это была крупнейшая авиакатастрофа в стране.